# Воррен (Мічиган)
Воррен (англ. Warren) — місто (англ. city) в США, в окрузі Маком штату Мічиган. Населення — 139 387 осіб (2020).

## Географія
Воррен розташований за координатами 42°29′34″ пн. ш. 83°1′30″ зх. д. / 42.49278° пн. ш. 83.02500° зх. д. (42.492904, -83.025001).  За даними Бюро перепису населення США в 2010 році місто мало площу 89,24 км², з яких 89,05 км² — суходіл та 0,20 км² — водойми.

### Клімат
| Клімат : Воррен                   | Клімат : Воррен | Клімат : Воррен | Клімат : Воррен | Клімат : Воррен | Клімат : Воррен | Клімат : Воррен | Клімат : Воррен | Клімат : Воррен | Клімат : Воррен | Клімат : Воррен | Клімат : Воррен | Клімат : Воррен | Клімат : Воррен |
| Показник                          | Січ.            | Лют.            | Бер.            | Квіт.           | Трав.           | Черв.           | Лип.            | Серп.           | Вер.            | Жовт.           | Лист.           | Груд.           | Рік             |
| Середній максимум, °C             | 0,4             | 2,1             | 7,1             | 14,6            | 20,9            | 26,7            | 29,0            | 27,6            | 23,8            | 16,8            | 9,4             | 2,5             | 15,1            |
| Середня температура, °C           | −3,6            | −2,6            | 1,7             | 8,4             | 14,8            | 20,5            | 22,9            | 21,8            | 17,7            | 11,2            | 4,9             | −1,3            | 9,7             |
| Середній мінімум, °C              | −7,7            | −7,3            | −3,7            | 2,2             | 8,6             | 14,3            | 16,8            | 16,0            | 11,6            | 5,5             | 0,3             | −5,1            | 4,3             |
| Норма опадів, мм                  | 47              | 46              | 58              | 78              | 82              | 86              | 82              | 86              | 88              | 70              | 77              | 63              | 863             |
| --------------------------------- | --------------- | --------------- | --------------- | --------------- | --------------- | --------------- | --------------- | --------------- | --------------- | --------------- | --------------- | --------------- | --------------- |
| Джерело: NOAA (normals 1981–2010) |                 |                 |                 |                 |                 |                 |                 |                 |                 |                 |                 |                 |                 |

## Демографія
Згідно з переписом 2010 року, у місті мешкало 134 056 осіб у 53 442 домогосподарствах у складі 34 185 родин. Густота населення становила 1502 особи/км².  Було 57938 помешкань (649/км²).
Расовий склад населення:
| - 78,4 % — білих - 13,5 % — чорних або афроамериканців - 4,6 % — азіатів - 0,4 % — корінних американців |

До двох чи більше рас належало 2,6 %. Частка іспаномовних становила 2,1 % від усіх жителів.
За віковим діапазоном населення розподілялося таким чином: 22,7 % — особи молодші 18 років, 61,2 % — особи у віці 18—64 років, 16,1 % — особи у віці 65 років та старші. Медіана віку мешканця становила 39,4 року. На 100 осіб жіночої статі у місті припадало 93,8 чоловіків;  на 100 жінок у віці від 18 років та старших — 90,7 чоловіків також старших 18 років.
Середній дохід на одне домашнє господарство  становив 54 686 доларів США (медіана — 43 523), а середній дохід на одну сім'ю — 62 157 доларів (медіана — 52 218). Медіана доходів становила 43 790 доларів для чоловіків та 35 213 долари для жінок. За межею бідності перебувало 19,7 % осіб, у тому числі 31,6 % дітей у віці до 18 років та 8,3 % осіб у віці 65 років та старших.
Цивільне працевлаштоване населення становило 57 928 осіб. Основні галузі зайнятості: виробництво — 20,3 %, освіта, охорона здоров'я та соціальна допомога — 20,3 %, роздрібна торгівля — 12,6 %, науковці, спеціалісти, менеджери — 10,4 %.

## Цікавий факт
У березні 2015 року над містом підняли прапор України. Це було зроблено за ініціативи місцевих жителів з української діаспори щоб показати підримку України у російсько-українській війни. На сході Мічигану проживає до 30 000 нащадків українців. Прапор піднятий в знак солідарності з Україною і також, щоб нагадувати американцям про події, що відбуваються в Україні. На церемонії також був присутній мер міста Джеймс Фоутс. Український прапор висів поруч з прапором США протягом місяця.